# Telekom Baskets Bonn
Il Telekom Baskets Bonn è una società cestistica avente sede a Bonn, in Germania. Gioca nel campionato tedesco.
Disputa le partite interne nel Telekom Dome, che ha una capacità di 6.000 spettatori.

## Storia
Il club nacque nel 1992 come BG Bonn 92 dalla fusione tra Godesberg Turnverein 1888 (società fondata nel 1970) e SC Fortuna Bonn (società fondata nel 1973). Dal 1995, con la sponsorizzazione di Deutsche Telekom ha assunto la denominazione attuale.

## Roster 2023-2024
Aggiornato al 27 ottobre 2023.
|    | Naz.                                         | Ruolo | Sportivo             | Anno | Alt. | Peso | Note |
| -- | -------------------------------------------- | ----- | -------------------- | ---- | ---- | ---- | ---- |
| 0  | Germania (bandiera)                          | P     | Tyreese Blunt        | 2002 | 190  | 86   |      |
| 1  | Stati Uniti (bandiera)                       | A     | Savion Flagg         | 1999 | 201  | 101  |      |
| 2  | Germania (bandiera) · Stati Uniti (bandiera) | GA    | Sam Griesel          | 2000 | 198  | 100  |      |
| 3  | Stati Uniti (bandiera) · Nigeria (bandiera)  | AC    | Ike Udanoh           | 1991 | 202  | 107  |      |
| 4  | Stati Uniti (bandiera)                       | P     | Glynn Watson         | 1997 | 183  | 78   |      |
| 5  | Norvegia (bandiera)                          | P     | Harald Frey          | 1997 | 188  | 84   |      |
| 11 | Stati Uniti (bandiera)                       | G     | Brian Fobbs          | 1998 | 196  | 95   |      |
| 12 | Germania (bandiera)                          | AP    | Florian Koch         | 1992 | 197  | 86   |      |
| 13 | Croazia (bandiera)                           | AG    | Leon Bulić           | 2001 | 211  | 105  |      |
| 19 | Germania (bandiera)                          | AG    | Till Pape            | 1997 | 206  | 101  |      |
| 22 | Canada (bandiera)                            | AP    | Noah Kirkwood        | 1999 | 201  | 98   |      |
| 43 | Germania (bandiera)                          | AG    | Christian Sengfelder | 1995 | 203  | 108  |      |
| 44 | Germania (bandiera) · Croazia (bandiera)     | C     | Benedikt Turudić     | 1997 | 207  | 103  |      |
| 54 | Canada (bandiera)                            | C     | Thomas Kennedy       | 2000 | 206  | 100  |      |

### Staff tecnico
| Allenatore: | Roel Moors                    |
| Assistenti: | Lionel Bosco, Marko Stanković |

## Palmarès
- Basketball Champions League: 1

2022-2023